# La Forêt-du-Temple
La Forêt-du-Temple település Franciaországban, Creuse megyében. Lakosainak száma 143 fő (2022. január 1.). La Forêt-du-Temple Crozon-sur-Vauvre, Lourdoueix-Saint-Pierre, Mortroux, Nouziers, Aigurande és Crevant községekkel határos.

## Népesség
A település népességének változása:
| Lakosok száma | 337  | 190  | 151  | 156  | 142  | 141  | 143  | 145  | 145  | 143  |
|               | 1968 | 1982 | 1999 | 2006 | 2011 | 2015 | 2017 | 2018 | 2020 | 2022 |